# Creativity
Creativity é uma revista mensal americana com grande prestígio nas áreas de design, publicidade e entretenimento.
Lançada em 1986, recolhe as melhores idéias na cultura de consumo, explorando os talentos e técnicas na área da creatividade.
Promove anualmente a lista Creativity 50 que inclui pessoas que impõem uma marca significativa na consciência criativa da indústria e cultura, lançando um novo olhar sobre determinados métodos instituídos. As 50 pessoas seleccionadas provêem de diversas áreas, desde pioneiros de novas tecnologias a directores de cinema, artistas e arquitectos.
Entre os nomeados de 2009, constam nomes como Mark Zuckerberg (fundador do Facebook), Ridley Scott (realizador), Radiohead (músicos), Jonathan Ive (designer industrial), Zaha Hadid (arquitecta) e David Fincher (realizador), Jeff Bezos (fundador e CEO da Amazon.com), David Axelrod (estratega da campanha presidencial de Barack Obama), Sergey Brin e Larry Page (co-fundadores do Google), Jean Nouvel (arquitecto), Andrew Staton (realizador de Wall-E), David Byrne (músico) e Manuel Lima (designer/arquitecto), entre outros.